# 21804 Вацлавнейманн
21804 Вацлавнейманн (21804 Václavneumann) — астероїд головного поясу, відкритий 4 жовтня 1999 року.
Тіссеранів параметр щодо Юпітера — 2,994.